# (10909) 1997 XB10
(10909) 1997 XB10 là một tiểu hành tinh vành đai chính. Nó được phát hiện bởi Atsushi Sugie ở Dynic Astronomical Observatory Nhật Bản, ngày 5 tháng 12 năm 1997.